# 陽光台 (つくばみらい市)

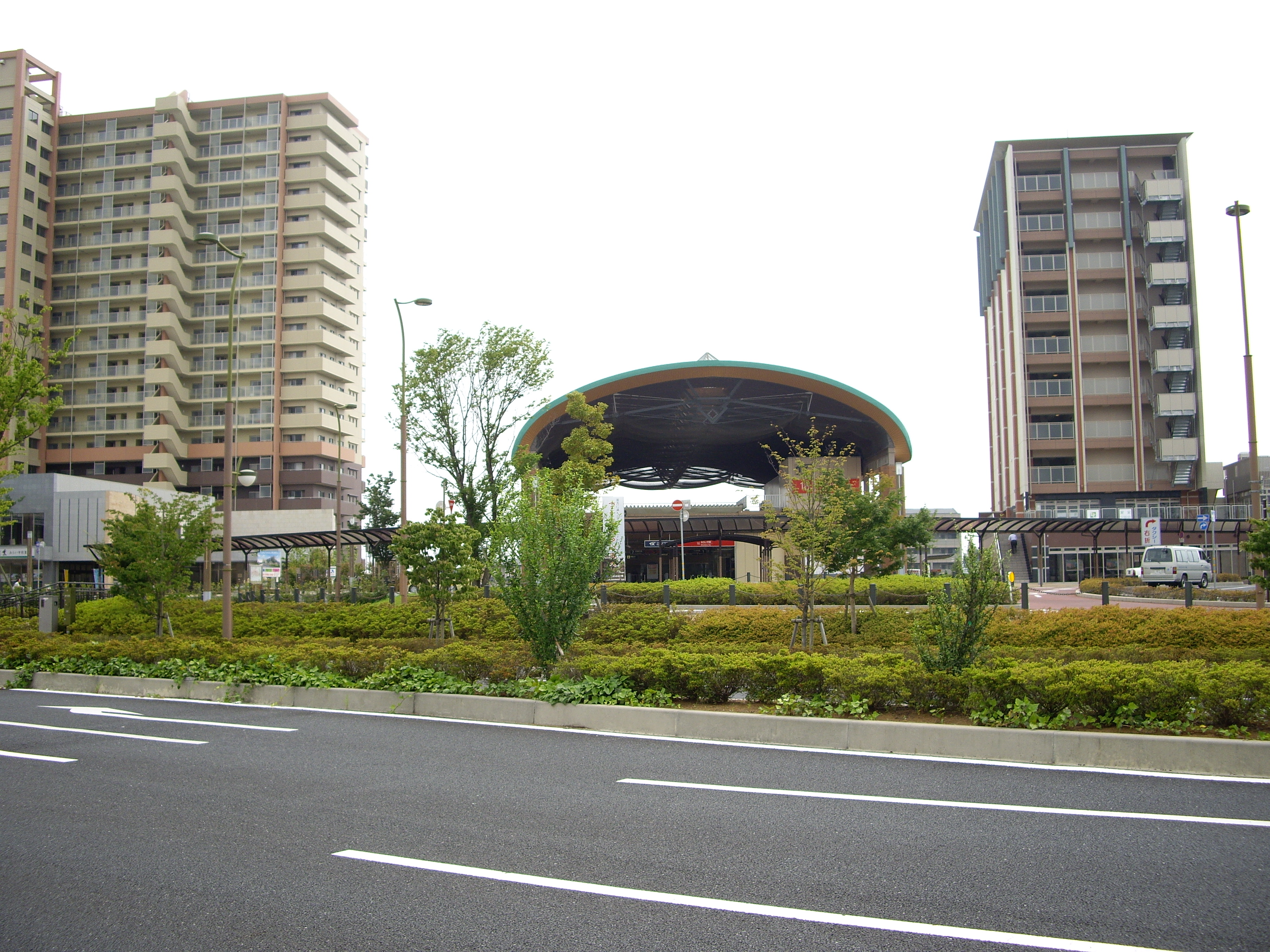
みらい平駅

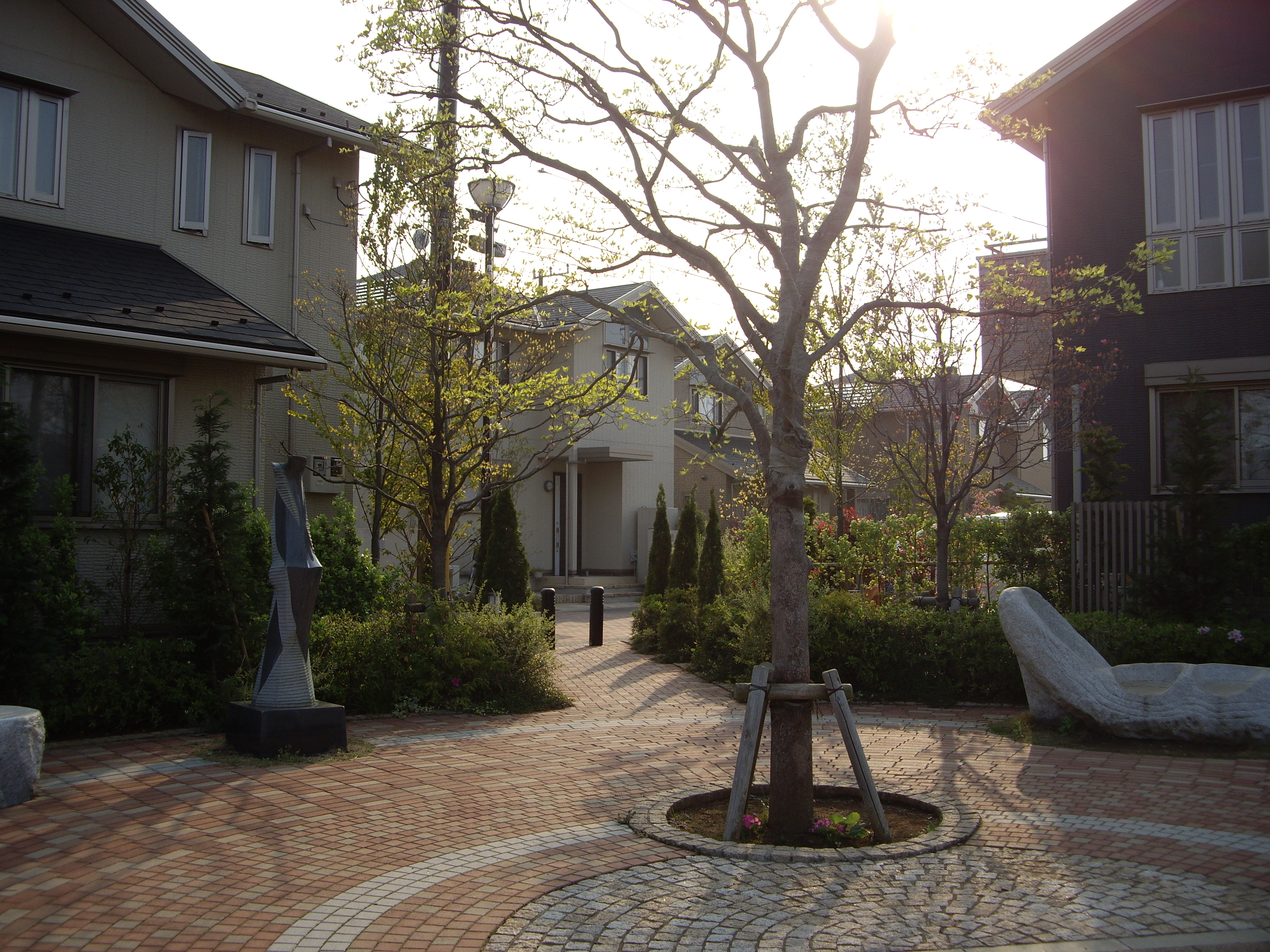
陽光台三丁目

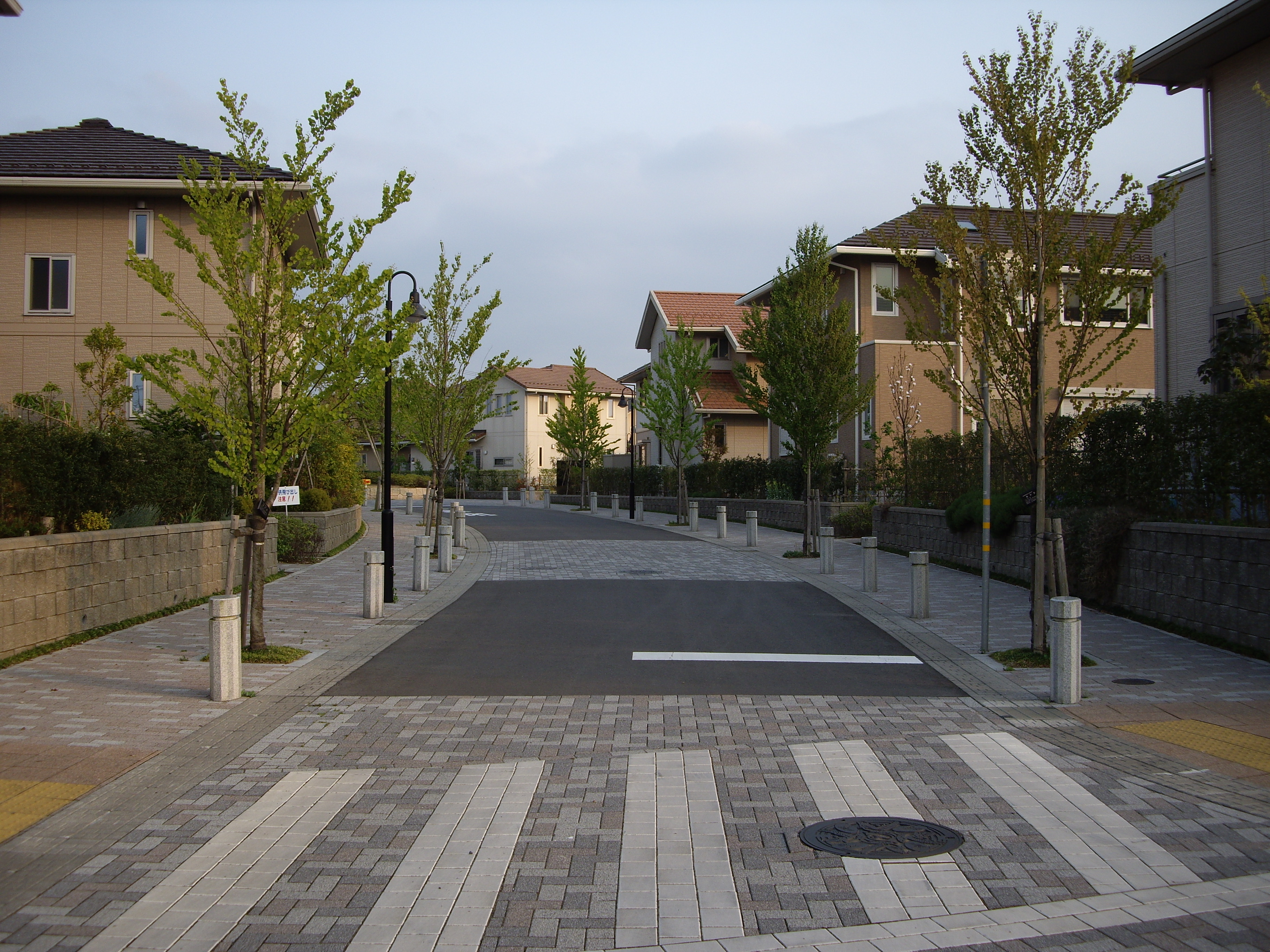
陽光台四丁目

陽光台（ようこうだい）は、茨城県つくばみらい市の町名。現行行政地名は陽光台一丁目から陽光台四丁目。郵便番号は〒300-2358。

## 地理
つくばみらい市北東部に位置する。つくばエクスプレス沿線開発地域みらい平地区の中心部で、地域の中央に首都圏新都市鉄道つくばエクスプレスみらい平駅がある。2005年（平成17年）に、最初に分譲が開始された四丁目を中心に約60坪から数百坪に及ぶ区画の広い住宅街が広がり、現在も住宅が建ち続けている。一丁目に首都圏新都市鉄道つくばエクスプレスみらい平駅、筑波銀行みらい平支店、ピアシティみらい平、センチュリーつくばみらい平がある。
みらい平地区のうち茨城県道3号つくば野田線より南の部分を占め、東・南は小張、西は東楢戸・谷口、北は紫峰ヶ丘・富士見ヶ丘と接している。

## 歴史
元は民家の稀な農地を中心とした地域であった。全域がつくばエクスプレス開通へ向けて区画整理が行われ、2005年（平成17年）10月8日より、つくばエクスプレス沿線最初の宅地分譲となる｢みらい平陽光台｣（全88戸）が四丁目で分譲開始されたのを皮切りに、地域内は現在も開発が続けられている。
工事期間中の住所の表示を分かりやすくするため、正式運用前から暫定的に使用する新町名の募集を2005年（平成17年）11月24日から12月20日にかけて、現在のつくばみらい市に該当する筑波郡伊奈町・谷和原村の住民と地権者に行い、C地区を｢陽光台｣に決定。2006年（平成18年）3月27日のつくばみらい市発足と同時に仮換地街区画地番号にて暫定運用を開始した。また、2012年（平成24年）度に土地区画整理事業が終了したことを受け、2013年（平成25年）6月29日に正式町名となり、同時に仮換地街区画地番号より新たに振られた番地へと移行した。

### 地名の由来
みらい平地区で最初に分譲された地区の名称、｢みらい平陽光台｣より。
　

### 沿革
- 2005年（平成17年）
  - 8月6日 - 地域内に「都市計画道路東楢戸台線」（茨城県道355号東楢戸真瀬線）が開通。開通式が行われる。
  - 8月24日 - 首都圏新都市鉄道つくばエクスプレス開通。みらい平駅開設。
- 2006年（平成18年） - 3月27日 陽光台一丁目から四丁目を予定町名として使用開始。暫定的に仮換地街区画地番号で住所を表記。
- 2007年（平成19年） - 4月1日 旧大字に合わせられていたゴミ収集エリアを新町域（陽光台）に変更[7]。
- 2012年（平成24年）度 - 土地区画整理事業が終了。
- 2013年（平成25年）6月29日 - 正式町名となる。また、仮換地街区画地番号の使用が終わり、正式番地が割り振られる。

### 町名の変遷
| 実施後       | 実施年月日    | 実施前（各小字ともその一部） |
| ------------ | ------------- | --- |
| 陽光台一丁目 | 2013年6月29日 | 小張字愛宕下・赤松・高野田・高野台・高野田台・弥彦次・山王台・山王台谷口脇・山王台耕地・山王台白山後・弥藤次・弥藤次入口・弥藤次久保・勘橋台、小島新田字間ノ原、谷口字立出し・立出下、田村字南塙・合ノ内・小橋台・八幡脇・神田・神田台、真木字大山・大山耕地、東楢戸字東ノ入・小目作・細久保・高谷田谷津・向山、西楢戸字後田・小目作・高野田・塚下・新山・原山・仲田・西・東         |
| 陽光台二丁目 | 2013年6月29日 | 小張字赤松・高野田・高野台・弥藤次・高波・新田浦、小島新田字間ノ原、田村字南塙・八幡脇・神田、東楢戸字東ノ入・細久保・小目作、西楢戸字小目作・新山・東 |
| 陽光台三丁目 | 2013年6月29日 | 小張字赤松・一六脇・一六下・一六前・高波一六下・愛宕下・高野田・高野田台・高野台・高波・弥彦次・山王台・山王台谷口脇・山王台白山後・谷口後・弥藤次・弥藤次入口・弥藤次久保・新田浦、小島新田字間ノ原、谷口字立出し、田村字南塙・神田・神田頭・神田台・八幡・八幡浦・八幡脇、真木字大山・大山耕地、東楢戸字小目作・細久保・仲田・塚下・原山、西楢戸字小目作・高野田・新山・西ノ脇・東 |
| 陽光台四丁目 | 2013年6月29日 | 小張字赤松・高野田・高野台・高波・新田浦、小島新田字間ノ原、田村字八幡・八幡浦・八幡前・神田・神田台、東楢戸字小目作・向山・細久保・高谷田谷津、西楢戸字小目作・高野田・天王原 |

## 世帯数と人口
2017年（平成29年）8月1日現在の世帯数と人口は以下の通りである。
| 丁目        | 世帯数    | 人口    |
| ----------- | --------- | ------- |
| 陽光台1丁目 | 880世帯   | 1,748人 |
| 陽光台2丁目 | 967世帯   | 2,312人 |
| 陽光台3丁目 | 627世帯   | 1,588人 |
| 陽光台4丁目 | 379世帯   | 804人   |
| 計          | 2,853世帯 | 6,452人 |

## 小・中学校の学区
市立小学校に通う場合、学区は以下の通りとなる。
| 丁目                                                                                         | 番地 | 小学校                       | 中学校                                                     |
| -------------------------------------------------------------------------------------------- | ---- | ---------------------------- | ---------------------------------------------------------- |
| 一丁目                                                                                       | 全域 | つくばみらい市立陽光台小学校 | つくばみらい市立伊奈中学校及びつくばみらい市立谷和原中学校 |
| 二丁目                                                                                       | 全域 | つくばみらい市立陽光台小学校 | つくばみらい市立伊奈中学校及びつくばみらい市立谷和原中学校 |
| 三丁目                                                                                       | 全域 | つくばみらい市立陽光台小学校 | つくばみらい市立伊奈中学校及びつくばみらい市立谷和原中学校 |
| 四丁目                                                                                       | 全域 | つくばみらい市立陽光台小学校 | つくばみらい市立伊奈中学校及びつくばみらい市立谷和原中学校 |
| 備考 陽光台一丁目-四丁目の全域で、伊奈中学校と谷和原中学校のどちらかを選択することができる。 |      |                              |                                                            |

## 交通
首都圏新都市鉄道つくばエクスプレスみらい平駅を結ぶ路線バスと、つくばみらい市コミュニティバス｢みらい号｣が地域内を走っている。
路線バス
地域内には「みらい平駅」、「愛宕住宅前」の2つの停留所がある。
| 系統 | 主要経由地                                     | 行先       | 運行会社 |
| ---- | ---------------------------------------------- | ---------- | -------- |
|      | みらい平駅・愛宕住宅前・谷井田中央・白山八丁目 | 取手駅西口 | ■関鉄    |
|      | 愛宕住宅前                                     | みらい平駅 | ■関鉄    |
|      | 愛宕住宅前・みらい平駅・つくば工科高校         | 谷田部車庫 | ■関鉄    |

コミュニティバス
地域内には「みらい平駅」、「愛宕住宅前」の2つの停留所がある。
| 系統 | 主要経由地                                                                 | 行先           | 運行会社 |
| ---- | -------------------------------------------------------------------------- | -------------- | -------- |
| 東   | みらい平駅・筑波ゴルフ場・きらくやまふれあいの丘・平和台住宅入口           | 循環みらい平駅 | ■関鉄    |
| 西   | みらい平駅・赤法花・小絹駅・絹の台・谷和原庁舎・紫峰ヶ丘一丁目             | 循環みらい平駅 | ■関鉄    |
| 南   | みらい平駅・愛宕住宅前・ワープステーション江戸・伊丹新橋・谷井田・伊奈庁舎 | 循環みらい平駅 | ■関鉄    |
| 北   | みらい平駅・城山運動公園入口・福岡堰さくら公園・大和橋・谷和原庁舎         | 循環みらい平駅 | ■関鉄    |